# Convención de Estocolmo

Logo

Países que han ratificado el convenio (2022)

El Convenio de Estocolmo sobre los contaminantes orgánicos persistentes (COP) es un acuerdo internacional que regula el tratamiento de las sustancias tóxicas.
Fue firmado el 23 de mayo de 2001 en Estocolmo y entró en vigor el 17 de mayo de 2004. Inicialmente el convenio regulaba doce productos químicos incluyendo productos producidos intencionadamente, tales como: pesticidas, PCB; dioxinas y furanos. Actualmente hay 186 países que han ratificado el convenio.

## Historia
El convenio, auspiciado por el Programa de las Naciones Unidas para el Medio Ambiente (PNUMA) ha sido el resultado de largos años de negociación para obtener compromisos legales de los países que obligue de manera urgente la eliminación de todos los COP. Las negociaciones para el Convenio se acabaron el 23 de mayo de 2001. Entró en vigor el 17 de mayo de 2004 con 151 signatarios.

## Sustancias reguladas
El Convenio determina a una docena de compuestos sobre los que es preciso emprender acciones de forma prioritaria, conocida como la "docena sucia", debido a sus efectos dañinos, su presencia en el medioambiente y su persistencia en el interior del cuerpo humano dado que son productos organoclorados. Figuran en tres categorías. (Dos productos químicos, hexaclorobenceno y bifenilos policlorados, se muestran tanto en las categorías A y C).
| Anexo                        | Nombre                                    | Número CAS | Excepciones |
| ---------------------------- | ----------------------------------------- | ---------- | --- |
| A. Eliminación               | Aldrina                                   | 309-00-2   | Producción: Ninguna. Uso: Insecticida y ectoparasiticida locales. |
| A. Eliminación               | Bifenilos policlorados (PCBs)             | Varios     | Producción: Ninguna. Uso: de acuerdo con la parte II del anexo A del Tratado. |
| A. Eliminación               | Clordina                                  | 57-74-9    | Producción: Partidos inscritos. Uso: Ectoparasiticida local, insecticida, termiticida (incluso en los edificios, represas y caminos) y como aditivo para adhesivos de contrachapado. |
| A. Eliminación               | Dieldrín                                  | 60-57-1    | Producción: Ninguna. Uso: Operaciones agrícolas. |
| A. Eliminación               | Endrina (plaguicida)                      | 72-20-8    | Ninguna. |
| A. Eliminación               | Heptacloro                                | 76-44-8    | Producción: Ninguna Uso: Termiticida (incluyendo en la estructura de las casas y metro), para el tratamiento orgánico y en cajas de cableado subterráneo.                            |
| A. Eliminación               | Hexaclorobenceno                          | 118-74-1   | Producción: Partidos inscritos. Uso: Solvente para insecticidas. |
| A. Eliminación               | Mirex                                     | 2385-85-5  | Producción: Partidos inscritos. Uso: Termiticida. |
| A. Eliminación               | Toxafeno                                  | 8001-35-2  | Ninguna. |
| B. Prohibición               | Dicloro difenil tricloroetano (DDT)       | 50-29-3    | |
| C. Producción inintencionada | Bifenilos policlorados (PCB)              | Varios     | |
| C. Producción inintencionada | Dioxina y los dibenzofuranos policlorados | Varios     | |
| C. Producción inintencionada | Hexaclorobenceno                          | 118-74-1   | |

Creado por la Cuarta Conferencia de las Partes, mayo de 2009

Estas modificaciones entrarán en vigor el 26 de agosto de 2010, excepto para los países que presenten una notificación con arreglo a las disposiciones del párrafo 3b del artículo 22.
| Anexo          | Nombre                                                                              | Número CAS | Excepciones |
| -------------- | ----------------------------------------------------------------------------------- | ---------- | --- |
| A. Eliminación | α-hexaclorociclohexano                                                              | 319-84-6   | Ninguna. |
| A. Eliminación | β-hexaclorociclohexano                                                              | 319-85-7   | Ninguna. |
| A. Eliminación | Clordecona                                                                          | 143-50-0   | Ninguna. |
| A. Eliminación | PBB                                                                                 | 36555-01-8 | Ninguna. |
| A. Eliminación | PBDE                                                                                | Varios     | Producción: Ninguna. Uso: Reciclaje y reutilización de objetos con este material.                                                      |
| A. Eliminación | Lindano                                                                             | 58-89-9    | Producción: Ninguna. Uso: La salud humana farmacéutica para el control de la pediculosis y el sarna como tratamiento de segunda línea. |
| A. Eliminación | Pentaclorobenceno                                                                   | 608-93-5   | Ninguna. |
| A. Eliminación | Éter de Pentabromodifenilo                                                          | Varios     | Producción: Ninguna. Uso: Reciclaje y reutilización de objetos con este material.                                                      |
| B. Prohibición | Ácido perfluorooctanosulfónico, sus sales y el Fluoruro de perfluorooctanosulfonilo | Varios     | Producción: Usos permitidos. Usos: varios en la parte III del anexo B.                                                                 |

## Países signatarios
El Convenio de Estocolmo fue firmado inicialmente por 151 países. Estos incluyen la mayoría de los países "desarrollados" con excepción de los Estados Unidos de América. En América Latina, al menos los siguientes países han ratificado el Convenio: Argentina, Bolivia, Brasil, Chile, Colombia, Costa Rica, Ecuador, Guatemala, Honduras, México, Nicaragua, Panamá, Paraguay, Perú, Uruguay, Venezuela y República Dominicana.

## DDT y la malaria
Aunque algunos críticos han alegado que el tratado es responsable de la continua cifra de muertos de malaria, en realidad, el tratado se permite el uso de salud pública de DDT para el control de los mosquitos (el vector de la malaria). Desde una perspectiva de país en desarrollo, la falta de datos e información sobre las fuentes, las emisiones y niveles ambientales de los contaminantes orgánicos persistentes, dificulta las negociaciones sobre compuestos específicos, e indica una fuerte necesidad de investigación.